# KOffice
 (mai 2013).
KOffice est l'ancienne suite bureautique officielle de l'environnement KDE. À la suite d'un conflit entre les développeurs, l'ensemble du projet est devenu Calligra Suite en 2010. Elle contient un logiciel de traitement de texte (KWord), un tableur (KCells), un logiciel de présentation (Showcase), un logiciel pour faire des diagrammes (Kivio) et un logiciel de dessin (Artwork). Ces logiciels peuvent être utilisés en tant qu'applications indépendantes ou intégrés dans une interface unique.
KOffice vise une parfaite intégration dans l'environnement KDE et mise sur le succès de OpenDocument que l'un de ses principaux responsables a standardisé en collaboration avec la suite bureautique OpenOffice.org.

## Composants
La version 2.3.3 de la suite comprend :

### KWord
KWord est un logiciel de traitement de texte. Il permet d'utiliser les correcteurs orthographiques : aspell, ispell. Il permet de sauvegarder et d'enregistrer des documents sous plusieurs formats : KWD, texte simple (TXT), RTF, etc.
À partir de la version 1.4, son format par défaut est le standard OpenDocument. KWord a d'ailleurs été le premier traitement de texte à le prendre en charge.

### KCells
KCells est un tableur ; il permet de sauvegarder des feuilles sous plusieurs formats : KSP, CSV, HTML, TeX, etc. Il est (en 2010) utilisable pour des besoins très simples, mais immature et pauvre en fonctionnalités par rapport à Excel ou à Calc, le tableur d'OpenOffice.org et de LibreOffice.
Il était nommé KSpread auparavant.

### Showcase
Showcase est un logiciel pour réaliser des présentations à l'instar de Powerpoint et Impress de OpenOffice.org et LibreOffice.
Il était nommé KPresenter auparavant.

### Kivio
Kivio est un outil de création de diagrammes.

### Artwork
Karbon est un programme de dessin vectoriel, similaire en ce point à Inkscape.
Il permet la création, la modification et l'enregistrement de fichiers SVG.
Il était nommé Karbon14 auparavant.

### Anciens logiciels
Pendant un temps, KOffice comprenait :
- Kexi, un logiciel de base de données ;
- KPlato, un logiciel de gestion de projet ;
- Krita, un logiciel de dessin bitmap ;
- Kugar, un outil pour générer et visualiser des rapports ;
- KChart, un logiciel pour la création de graphiques
- KFormula, un outil pour créer des formules mathématiques

## Positionnement de KOffice

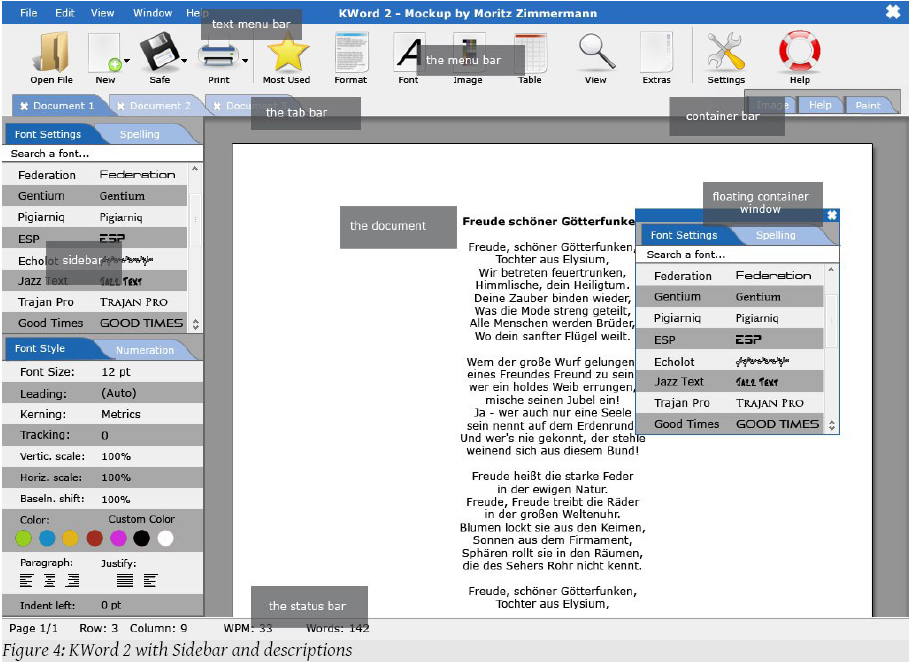
Proposition d'un participant au concours sur le design de KOffice 2.

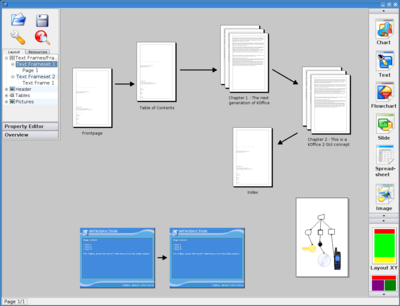
Proposition du gagnant du concours sur le design de KOffice 2.

Produire et faire utiliser une suite bureautique est une tâche extrêmement difficile, surtout pour un projet comme KOffice disposant de ressources financières et humaines très limitées. Aussi KOffice a été longtemps et encore jusqu'à aujourd'hui incomplet (notamment en ce qui concerne son tableur), immature et peu utilisé.
Le secteur de la bureautique est principalement occupé par deux poids lourds :
- Microsoft Office dans l'informatique en général ;
- OpenOffice.org et LibreOffice dans l'informatique libre en particulier ;

Il est acquis que la version 2 de KOffice ne disposera pas des mêmes fonctionnalités que ces deux suites logicielles. Pour néanmoins trouver sa niche d'utilisation, le projet KOffice a poursuivi à partir de 2005 la stratégie suivante :
- Mettre en avant l'intégration avec son environnement de prédilection KDE où il ne peut être concurrencé. En tant que vraie application KDE, toute application KOffice apporte à l'utilisateur de KDE les bénéfices suivants : standardisation des comportements, des menus, des icônes, des raccourcis claviers ; transparence réseau grâce à la technologie KIO ; intégration avec d'autres applications notamment Konqueror grâce à la technologie KParts ; légèreté du fait de la réutilisation des bibliothèques de KDE.
- Parier sur le succès d'OpenDocument. Si Microsoft Office domine le secteur bureautique, c'est aussi du fait de l'omniprésence de ses différents formats de fichier propriétaires de cette suite qui renforce son monopole et réciproquement (phénomène dit externalité d'adoption). KOffice n'a pas comme OpenOffice.org de support quasi complet des formats Microsoft (.doc, .xls, .ppt, etc.), et utilisait son propre format de fichier ouvert. Pour rompre cet isolement, KOffice a donc adopté le format OpenDocument. En étant la première suite juste avant OpenOffice.org à annoncer un support (variable suivant les composants) de ce format, KOffice lui permet d'être plus que simplement le format d'OpenOffice (tout standard doit faire l'objet d'au moins deux implémentations distinctes) et pourra profiter d'un éventuel succès d'OpenOffice.org notamment sous Microsoft Windows ;
- Innover en matière d'ergonomie. Peu connu par rapport aux deux mastodontes plus complets et connus, KOffice ne pourra trouver son public que s'il simplifie la vie de ses utilisateurs, notamment pour les tâches simples et pour les grands documents. Le projet KOffice a donc organisé un concours qui s'est terminé début 2006[4], pour donner à KOffice 2.0 une interface singulière et pratique.

## Calligra Suite
En 2010, à la suite d'un désaccord entre des développeurs portant sur la rapidité de développement et la compatibilité avec Microsoft Office, un fork a été créé : Calligra Suite.